# Wolfgang Zwiauer

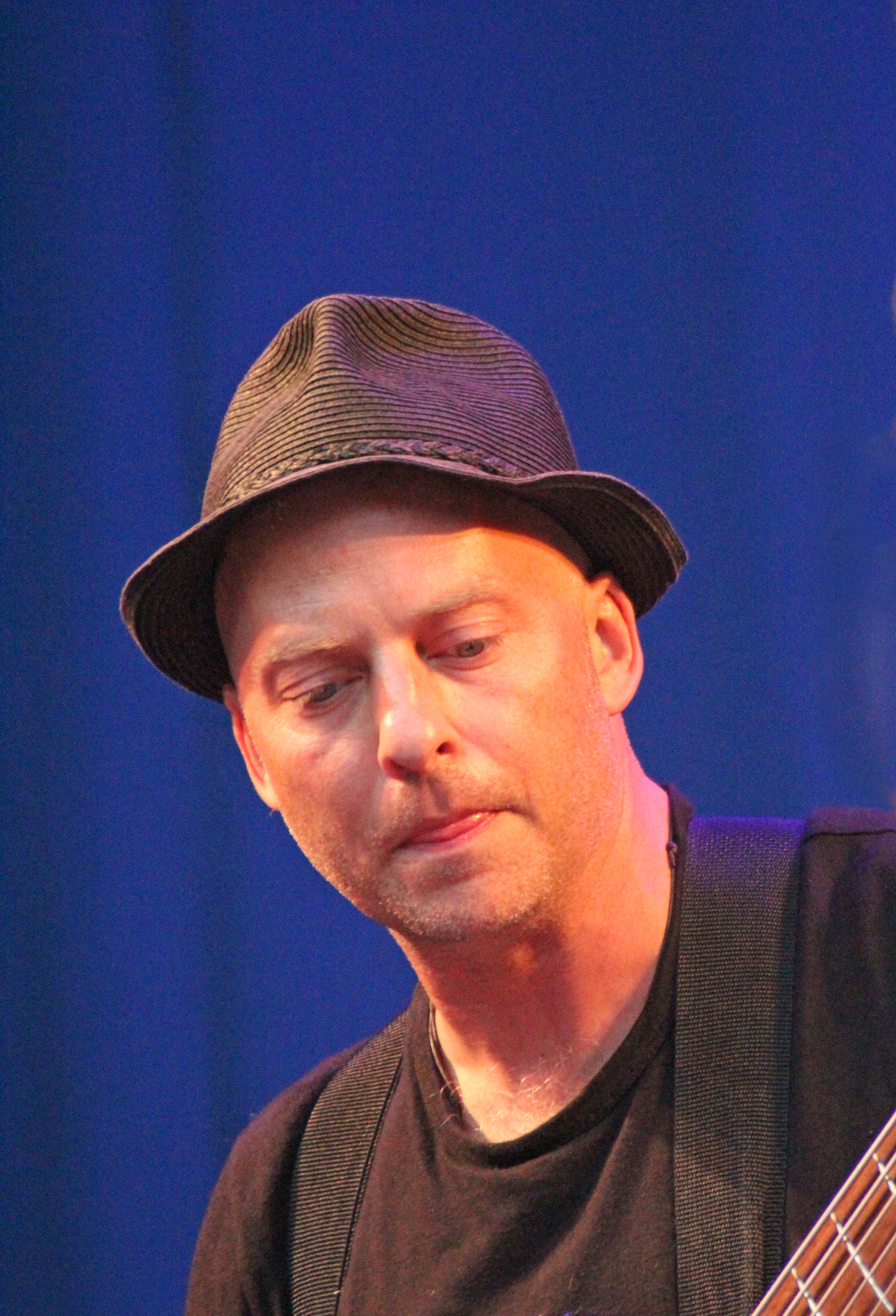
Wolfgang Zwiauer

Wolfgang Zwiauer (* 11. März 1973 in Wettingen) ist ein Schweizer Jazz- und Weltmusiker (E-Bass).

## Leben und Wirken
Zwiauer lernte als Jugendlicher die Spieltechniken der klassischen Gitarre, um dann zur Bassgitarre als Hauptinstrument zu wechseln. Anfang der 1990er Jahre studierte er an der Jazzschule Luzern.
Seitdem arbeitet Zwiauer als Bassist in der Jazz-, Liedermacher-, Folk- und Improvisations-Szene. Zunächst bildete er mit Felix Utzinger und Kaspar Rast das Trio Triaxis, das 1995 bei Brambus das gleichnamige Album vorlegte; zudem arbeitete er mit Michael Gassmann, Stefano Battaglia und Roberto Gatto (Italian Affair), mit dem Benoît Piccand Project, Fab Kuratli und dem Chapter 12. Dann nahm er mit Urs Wiesendanger, mit Kaspar Ewalds Exorbitantes Kabinett, dem Chris Wiesendanger Nonett, Pierre Favre Ensemble (Fleuve), Chasper Wanner Quartet, dem Baumann Large Ensemble, Leafar, Nils Wograms Lush, der Jean-Paul Brodbeck Group, Ann Malcolm und Patent Ochsner auf.
Seit 1999 gehörte Zwiauer zu Christy Dorans Rockjazz-Formation New Bag, mit der er weltweit unterwegs war und mehrere Alben aufnahm. Er begleitete die Singer-Songwriter Hendrix Ackle und Shirley Grimes und spielte mit den Tinu Heiniger AllStars, An Lár, Don Li, Hans Feigenwinter und dem Swiss Jazz Orchestra (2004–2008). Auch präsentierte er eigene Projekte wie Still oder Flug 7414. Im kollaborativen Trio Morpheus Trance mit Gitarrist Christy Doran und Schlagzeuger Lukas Mantel trat er 2024 beim Jazz Festival Willisau auf.
Zwischen 2017 und 2021 war Zwiauer Mitglied von Züri West. Weiterhin tourte er im Projekt Perpetual Delirium des Sängers Andreas Schaerer mit dem ARTE Quartett (gleichnamiges Album bei BMC Records). Aktuell ist er im Septett von Sarah Buechi (The Paintress) und bei Enders Room tätig. Er ist auf mehr als 100 CDs zu hören.
Zwiauer ist weiterhin Dozent an der Hochschule Luzern.